# Доваль, Камило
Камило Доваль (исп. Camilo Doval; 4 июля 1997, Ямаса) — доминиканский бейсболист, питчер клуба Главной лиги бейсбола «Сан-Франциско Джайентс».

## Биография
Камило Доваль родился 4 июля 1997 года в Ямасе в Доминиканской Республике. В 2015 году он в статусе международного свободного агента подписал контракт с клубом «Сан-Франциско Джайентс». В профессиональном бейсболе Доваль дебютировал в 2016 году, проведя сезон в фарм-клубе в Доминиканской летней лиге. В 2017 году он играл в Аризонской лиге для новичков, где стал вторым среди питчеров по среднему количеству страйкаутов на девять иннингов.
В сезоне 2018 года Доваль выступал в клубе Южно-Атлантической лиги «Огаста Грин Джекетс». Он принял участие в 44 матчах чемпионата, сделал 11 сейвов. Журнал Baseball America включил его в список тридцати лучших молодых игроков системы «Джайентс». В 2019 году он играл в составе «Сан-Хосе Джайентс». Летом его включили в состав сборной звёзд Калифорнийской лиги. Всего на поле он провёл 56 1/3 иннингов, сделав 80 страйкаутов. После окончания сезона клуб включил Доваля в расширенный состав, чтобы защитить игрока во время драфта по правилу № 5.
В течение 2020 года Доваль не играл в официальных матчах, так как сезон в младших лигах был отменён из-за пандемии COVID-19. Чемпионат 2021 года он начал в составе клуба «Сакраменто Ривер Кэтс», в апреле его вызвали в основной состав «Джайентс» и он дебютировал в Главной лиге бейсбола. В сентябре Доваль сделал три первых в карьере сейва. По набору используемых подач его сравнивали с Арольдисом Чапманом, отмечая фастбол скоростью около 100 миль в час и слайдер. В концовке регулярного чемпионата Доваль успешно конкурировал с Джейком Макги за место клоузера команды. По итогам сентября он был признан лучшим реливером месяца в Национальной лиге.